# Sharp MZ-2500
O computador pessoal MZ-2500 (também chamado de "Super-MZ"), um dos mais poderosos entre as máquinas MZ, foi o sucessor dos microcomputadores das séries MZ-80B e MZ-2000. Foi também a última máquina da Sharp a utilizar uma UCP de 8 bits (o Zilog Z80B), a única a possuir acionadores de 3" 1/2 como padrão e possuía características comuns à família X1, como o Gerador Programável de caracteres (PCG). Foram lançados quatro modelos: MZ-2511, MZ-2520, MZ-2521 e MZ-2531.

## História
Lançado no Japão em outubro de 1985, o MZ-2500 não parece ter sido vendido em grandes quantidades fora do país de origem. Último da linhagem de 8 bits da Sharp, foi um dos micros Z80 mais sofisticados jamais produzidos. Além do modo nativo, a máquina podia emular dois de seus antecessores: MZ-80B e MZ-2000/2200.

## Características
| UCP           | Zilog Z80B em 6,00 MHz |
| RAM           | 128 KiB—256 KiB (máxima) |
| VRAM          | 64 KiB—128 KiB (máxima) |
| ROM           | 32 KiB—256 KiB (máxima) |
| Teclado       | mecânico, 98 teclas, com doze teclas programáveis e teclado numérico reduzido |
| Display       | saída para TV e monitor de vídeo RGB; texto (40 ou 80×25/20/12 linhas) e gráfico (320×200, 640×200 ou 640×400 pixels). Até 256 cores (dependendo do modo de vídeo e do tamanho da VRAM). |
| Som           | alto-falante interno, três canais |
| Portas        | porta de expansão genérica, dois conectores de joystick, porta serial, interface de gravador cassete externo                                                                             |
| Armazenamento | tape deck embutido ou externo a 2000 bps; dois drives internos de 3" 1/2 opcionais (640 KiB cada) e até dois drives externos de 5" 1/4 (320 KiB cada).                                   |